# 栄谷駅
栄谷駅（さかえだにえき）は、石川県加賀市栄谷町に存在した北陸鉄道連絡線（加南線）の駅である。1962年（昭和37年）に廃駅となった。

## 歴史
- 1915年（大正4年）6月15日：温泉電軌の駅として開業[1]。
- 1943年（昭和18年）10月13日 ：合併により北陸鉄道の駅となる。
- 1959年（昭和34年）10月1日：貨物営業を廃止。
- 1962年（昭和37年）11月23日：連絡線宇和野駅 - 粟津温泉駅間廃止により廃駅。

## 駅構造
片面ホーム1面1線の無人駅。

## 廃止後
駅跡は空き地となっており、那谷寺駅方へ築堤が続いている。

## 隣の駅
北陸鉄道
連絡線
勅使駅 - 栄谷駅 - 那谷寺駅